# Міжнародний боксерський союз
Міжнаро́дний боксе́рський сою́з (англ. International Boxing Union, IBU) — організація постала у червні 1911 року у Парижі, з метою створення єдиного міжнародного органу з професійного боксу.
Протокол про IBU підписали: від імені Франції — француз Пол Руссо (президент Fédération Française de Boxe et de Lutte), від імені Бельгії — англієць Фред Тілбері (майстер з боксу, президент Fédération Belge de Boxe), та Віктор Брейер (Президент Société Française de Propagation de la Boxe Anglaise), який мав офіційний мандат «New York State Athletic Commission» і діяв від імені деяких американських властей боксу. Швейцарія вступила в IBU в листопаді 1913 року.
IBU припинила свою діяльність з початком Першої світової війни, але відновив дію 5 лютого 1920 — цього разу зі штаб-квартирою в Парижі. В остаточному підсумку, на кінець 1942 року IBU знаходилася в руках нацистів і фашистів, які перетворили її на «Associazione Pugilistica Professionistica Europea» (APPE). Станом на 1 грудня 1944 IBU/APPE був неактивним.